# Seleção Nicaraguense de Handebol Masculino
A Seleção Nicaraguense de Handebol Masculino é a equipe que representa a Nicarágua nas competições internacionais de handebol organizadas pela Confederação Sul e Centro Americana de Handebol (SCAHC), pela Federação Internacional de Handebol (IHF) e pelo Comitê Olímpico Internacional (COI), e é governada pela Federacion Nicaragüense de Balonmano.
A Federacion Nicaragüense de Balonmano é membro da Federação Internacional de Handebol (IHF) desde 1998.  Em nível continental, foi integrante da Federação Pan-Americana de Handebol (PATHF). Desde a divisão em duas associações, faz parte da Confederação Sul e Centro Americana de Handebol (SCAHC) desde 2019. A equipe ainda não se classificou para um grande torneio internacional.

## Competições

### Campeonato Centro-Americano de Handebol Masculino
| Ano  | Fase       | Posição | JG | V | E | D | GF  | GS  | DF  |
| ---- | ---------- | ------- | -- | - | - | - | --- | --- | --- |
| 2013 | Fase única | 3º      | 4  | 2 | 0 | 2 | 126 | 120 | +6  |
| 2015 | Fase única | 5º      | 4  | 0 | 1 | 3 | 93  | 130 | -37 |
| 2017 | Fase única | 3º      | 4  | 2 | 1 | 1 | 101 | 114 | −13 |
| 2023 | Fase única | 2º      | 4  | 3 | 0 | 1 | 134 | 120 | +14 |

### Jogos Centro-Americanos
| Ano                   | Fase       | Posição | JG | V | E | D | GF  | GS  | DF  |
| --------------------- | ---------- | ------- | -- | - | - | - | --- | --- | --- |
| Cidade do Panamá 2010 | Fase única | 3º      | 4  | 2 | 0 | 2 | 103 | 100 | +3  |
| San José 2013         | Fase única | 1º      | 4  | 3 | 0 | 1 | 128 | 123 | +5  |
| Manágua 2017          | Fase única | 4º      | 4  | 1 | 0 | 3 | 101 | 129 | -28 |

### Jogos Centro-Americanos e do Caribe
| Ano               | Fase                | Posição | JG | V | E | D | GF  | GS  | DF  |
| ----------------- | ------------------- | ------- | -- | - | - | - | --- | --- | --- |
| Mayagüez 2010     | Disputa do 5º lugar | 6º      | 5  | 2 | 0 | 3 | 120 | 171 | -51 |
| Veracruz 2014     | Disputa do 5º lugar | 6º      | 5  | 1 | 0 | 4 | 92  | 173 | -81 |
| San Salvador 2023 | Disputa do 7º lugar | 7º      | 5  | 2 | 0 | 3 | 157 | 184 | -27 |